# Eichoichemus neowillistoni
Eichoichemus neowillistoni là một loài ruồi trong họ Asilidae. Eichoichemus neowillistoni được Bromley miêu tả năm 1933.